# Tour de Brison
Pour les articles homonymes, voir Brison.
La tour de Brison est une tour de 50 mètres de haut située en France sur la commune de Sanilhac, dans le département de l'Ardèche en région Rhône-Alpes.
Haute de 50 mètres, la tour de Brison sert de vigie pour les guetteurs du SDIS de l'Ardèche. Elle a été réaménagée en 1989 par l'association « Les amis de la tour de Brison ». C'est également un lieu touristique avec un sublime panorama à 360° sur l'Ardèche.

## Situation
Dans le sud du département de l'Ardèche, à 781 mètres d'altitude, dominant les villages de Vernon, Beaumont et Sanilhac, la tour est isolée dans un paysage grandiose permettant de jouir d'un magnifique panorama.

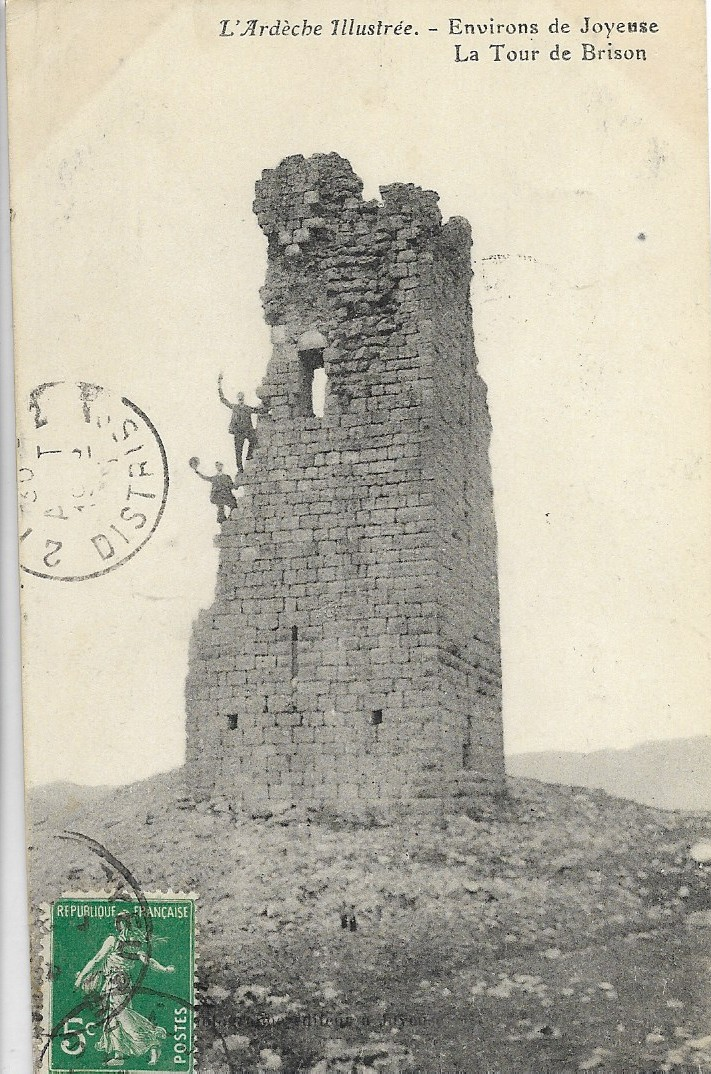
Tour de Brison .Ancienne carte postale.

## Historique
Unique vestige d'un ensemble castral dont on ignore l'histoire, mais qui a sans doute été abandonné au profit d'un château plus confortable, lequel fut détruit partiellement à la Révolution en 1792 et totalement par les allemands en 1944.
Elle a été restaurée vers 1990 et est aujourd'hui utilisée comme vigie dans le dispositif de détection des départs de feux.
Une légende tourne autour de cette tour, il est dit que : « Le sire de Brison, combattant aux croisades, apprend que sa femme va épouser un autre seigneur. Il fait un Pacte avec le Diable qui le transporte en une nuit de Palestine en Vivarais, juste à temps pour empêcher le mariage. Brison se bat avec son rival et tous deux meurent, mais Brison a le temps de se réconcilier avec Dieu et manque ainsi de parole à Lucifer qui, de dépit, emporté une pierre de la tour et vient toutes les années, le même jour, à la même heure, en emporter une autre. La légende prétend que lorsque la dernière pierre aura disparu, ce sera la fin du monde. »

## Architecture
D'après P.-Y. Laffont, une plateforme d'environ 400 m2 comportait trois tours carrées et une basse-cour.

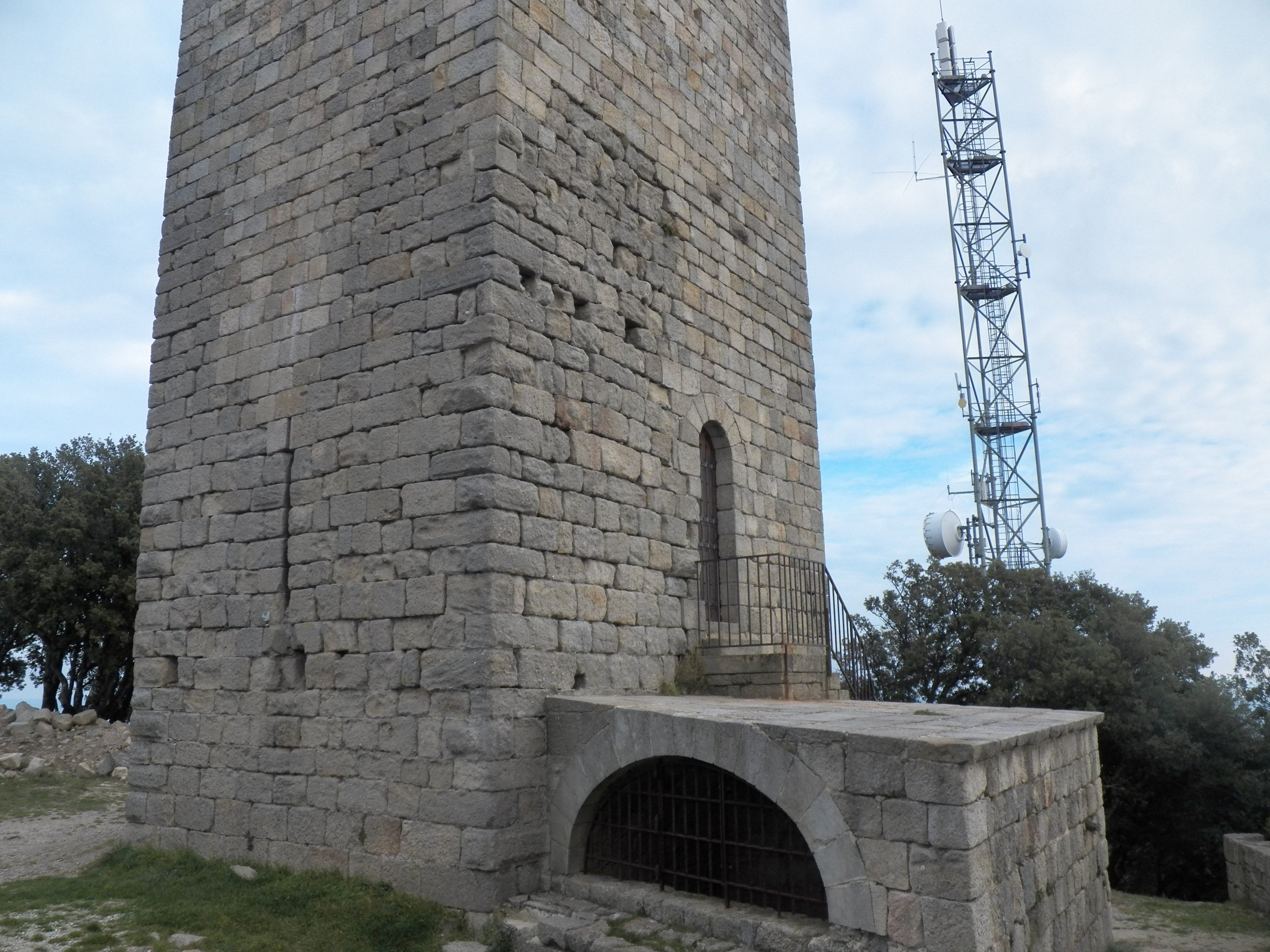
Entrée
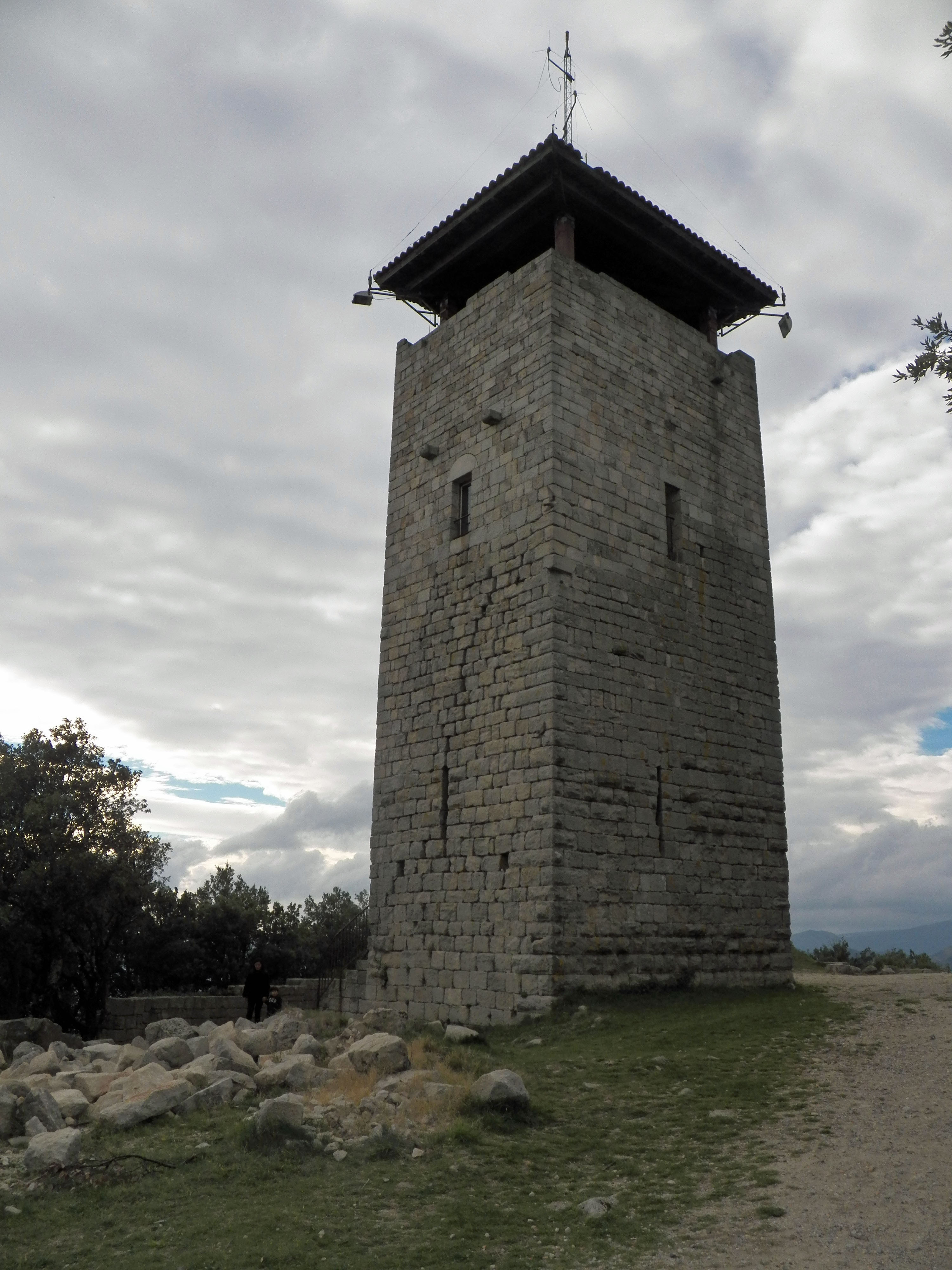
La tour
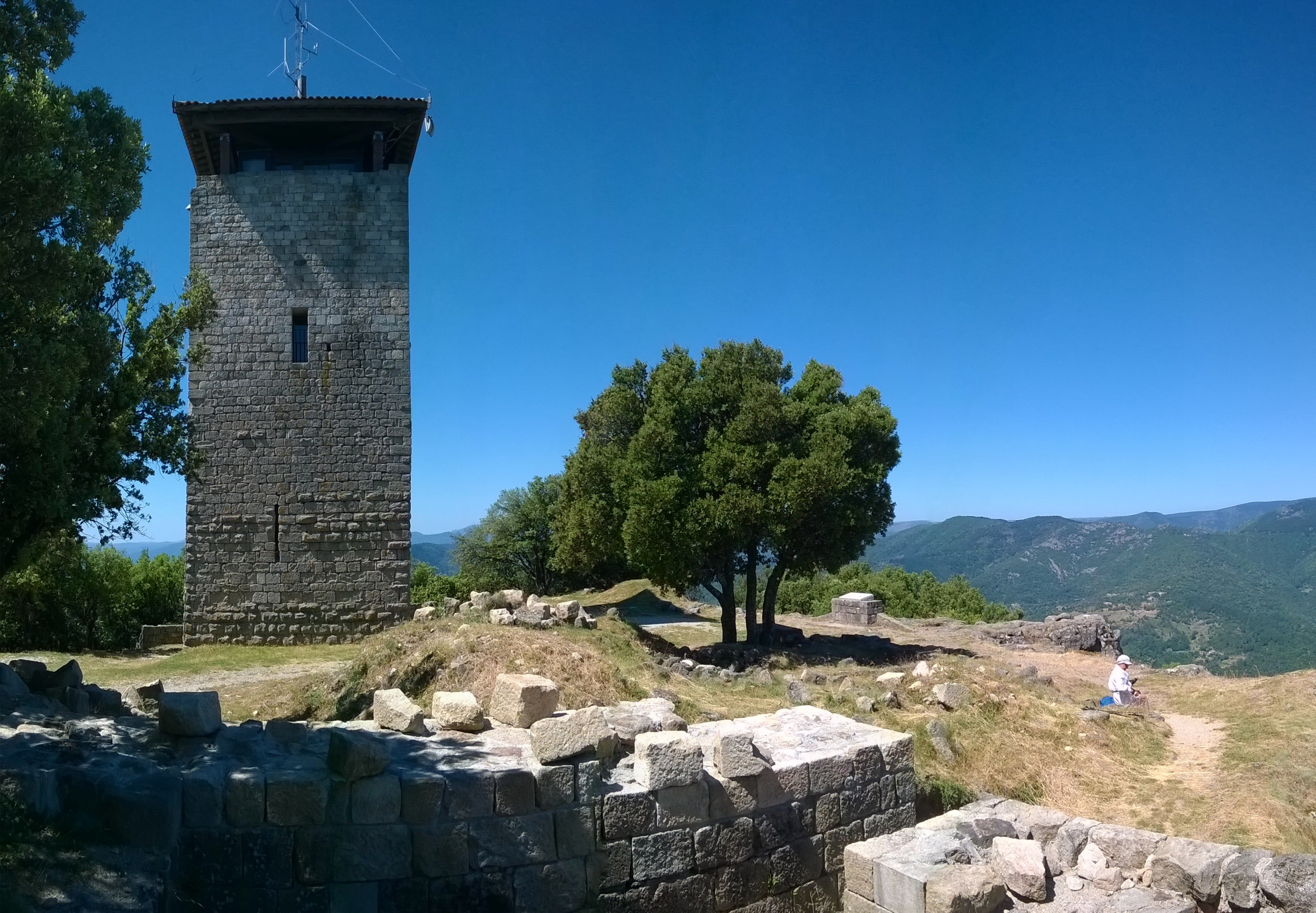
tour et base des murs de la forteresse
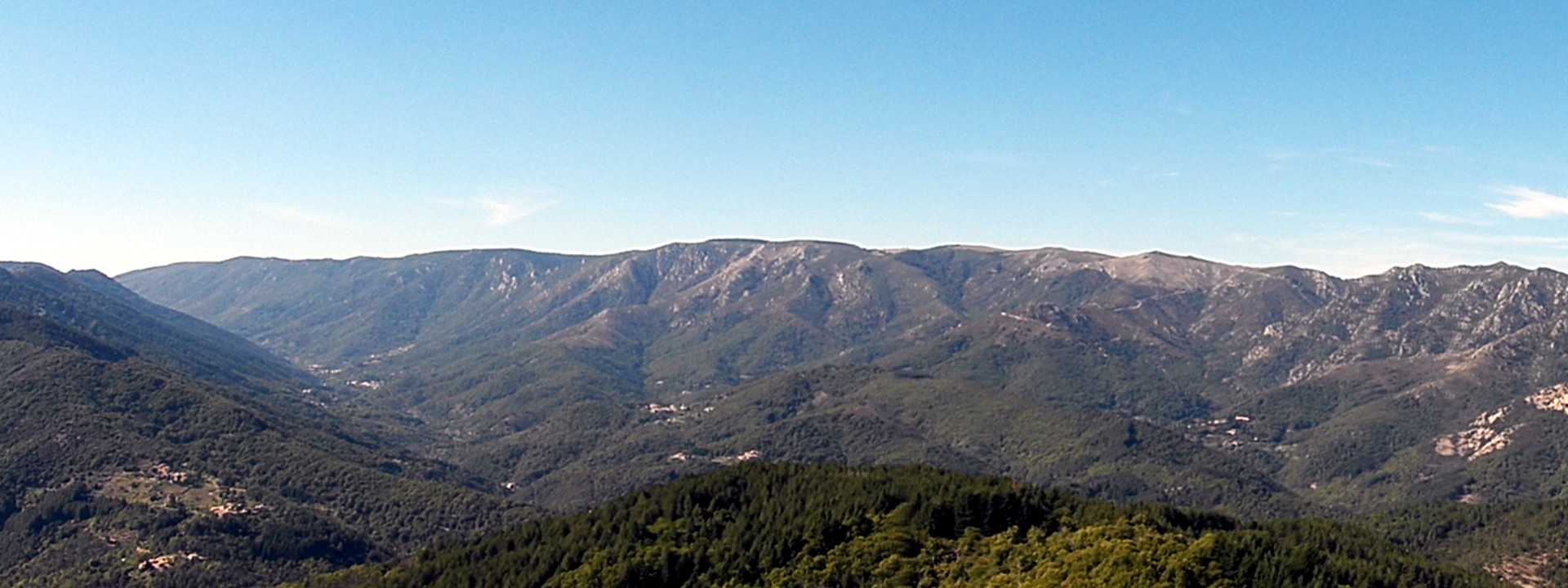
Le tanargue vu de la tour